# خوليو غالان
خوليو غالان (بالإسبانية: Julio Galán)‏ هو رسام مكسيكي، ولد في 5 ديسمبر 1958 في كواويلا في المكسيك، وتوفي في 4 أغسطس 2006 في زاكاتيكاس في المكسيك.

## وصلات خارجية
- خوليو غالان على موقع الموسوعة البريطانية (الإنجليزية)